# Psycho's Path
Psycho's Path (en español Camino de  la psique) es el álbum solista de 1997 de John Lydon, lanzado por Virgin Records. Lydon cantó en todas las canciones y tocó la mayoría de los instrumentos, con guitarras y teclados suplidos por Martin Lydon y Mark Saunders.

## Producción
- El arte de tapa fue creado por Lydon. Él se tomó una foto a sí mismo, pintó un retrato similar sobre ella, y la cargó en Adobe Photoshop. Todas las letras de canciones para el álbum se incluyen en el revestimiento de las notas, escritas a mano, a partir de los escritos originales de Lydon.

- El álbum incluye remixes de The Chemical Brothers, Moby, Leftfield y Danny Saber. Lydon fue forzado por Virgin Records a incluir los remixes para extender la duración del álbum y para atraer a los oyentes del éxito del dance-club "Open Up" de Leftfield el cual fue remezclado por The Chemical Brothers para el álbum.

## Lanzamiento
Virgin Records publicó el álbum con poco, casi nulo, apoyo comercial para su lanzamiento. Una gira de promoción para el disco comenzó y terminó tras sólo unas pocas fechas debido a la ira de Lydon por la falta de apoyo.

## Video musical
- Un video musical de la canción "Sun" fue creado con Lydon bailando y haciendo playback frente a una pantalla azul. La premisa del video es el de tarjetas postales que cuentan la historia de un hombre que envenena a su esposa adúltera y termina bailando en su tumba. La remezcla de Leftfield para la canción, pese a no ser de Lydon, fue utilizada en el video musical.

## Lista de canciones
Todas las canciones escritas por John Lydon.
1. Grave Ride
2. Dog
3. Psychopath
4. Sun
5. Another Way
6. Dis-Ho
7. Take Me
8. A No and a Yes
9. Stump
10. Armies
11. Open Up (Chemical Brothers Mix Edit)
12. Grave Ride (Moby Mix)
13. Sun (Leftfield Mix)
14. Psychopath (Leftfield Mix)
15. Stump (Danny Saber Mix)